# 南京市第一中學
南京市第一中学，位于中華人民共和國江苏省南京市，是国家级示范高中、江苏省重点中学、江苏省四星级高中，是江苏省模范学校和全国文明校园，是南京市第一所公办中学。南京市第一中学创办于清光绪三十三年（1907年），初名为“崇文学堂”，其后学校先后易名首都中区实验学校、南京市立第一中学、国立第二中学，并于1949年更名为南京市第一中学。

## 歷史

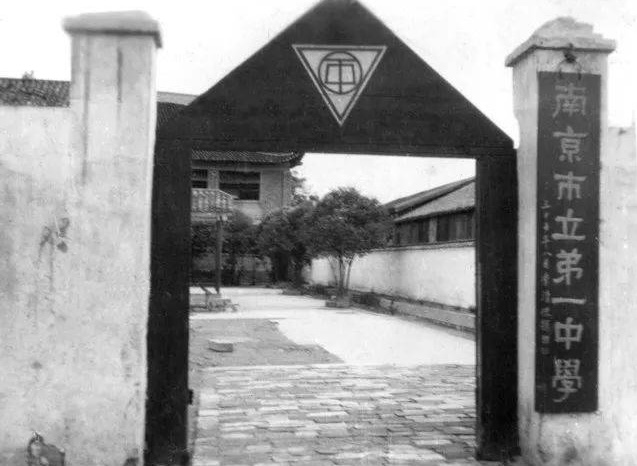
1945年抗战胜利民国时期：南京市立第一中学 校门

光緒三十三年（1907年），邑紳孙绍云等三位乡绅就府署舊舍創設崇文學堂以利城南教育，校址原为清代江宁府箭道和西花园。而後四易其名。
1927年国民政府奠都南京，南京一中更名為“首都中區實驗學校”，蔡元培先生题写“开校纪念”碑铭，李清悚为首任校长。此时的南京一中是國民政府的一所公办模範中學。1933年改名爲南京市立第一中學，是當時南京市規模最大的一所中學。當時，學校有27個班，1234名學生；但學校的教學設備簡陋，仅有圖書3276冊，儀器標本3303件，體育用具359件。一中有着优良口碑，當時社會上有這樣的讚譽：“要用功，進一中”；“紀律嚴，數一中”。1937年中国抗日战争全面爆发，学校部分师生西迁，与苏浙皖入蜀师生联合成立国立二中。1945年抗日战争结束，南京一中于原址复校。
1949年中华人民共和国成立后，学校更名为南京市第一中学。1953年，南京一中被确立为14所江苏省重点中学之一。
2000年，南京一中被评为国家级示范高中、江苏省模范学校。2004年，南京一中被评为首批江苏省四星级高中。
2012年，南京市第一中學創辦國際部，獲美國大學理事會（The College Board）授權開設AP（Advanced Placement）美國大學先修課程。成為中國江蘇省最早開設AP課程的學校之一。
2017年11月，学校被评为中国全国文明校园。
2020年7月底，高考成绩公布后，南京一中部分学生家长到校门外抗议，认为校长重视素质教育、轻视应试，教学强度不够，致使高考成绩下滑；事后，南京一中调整了学生作息安排，时任校长尤小平表示，该调整并未增加补课强度，而学校仍在研讨分析如何提升学生高考成绩。
2020年8月31日，南京一中江北校区正式开校。
2021年2月22日，南京一中举行了2020—2021学年第二学期开学典礼，新任校长朱焱首次亮相并发表演讲。
截至2023年7月，南京一中拥有中山南路校区和江北校区两个校区，且有南京一中初中部、南京一中实验学校、南京一中明发滨江分校、南京一中思益学校（南京一中马群分校）、南京一中高淳分校、南京一中江北新区分校、南京一中泰山分校等联盟学校。

## 历史建筑
南京一中校园内，有3幢建于20世纪30年代的民国建筑，分别为和平院、博爱院和明德院。在20世纪90年代初，博爱院和明德院分别被拆除。和平院建成于1930年，由首任校长、当时的教育名家李清悚亲自没计。曾被相关部门认定为“李清悚办学遗址”，并列入了“金陵名人名居保护名录”。2006年由于房屋老化已成危楼，几经加固无效，故经勘测后拆除重建，复原时依南京档案馆内存放的原设计图纸复建。现在用于校史成列。

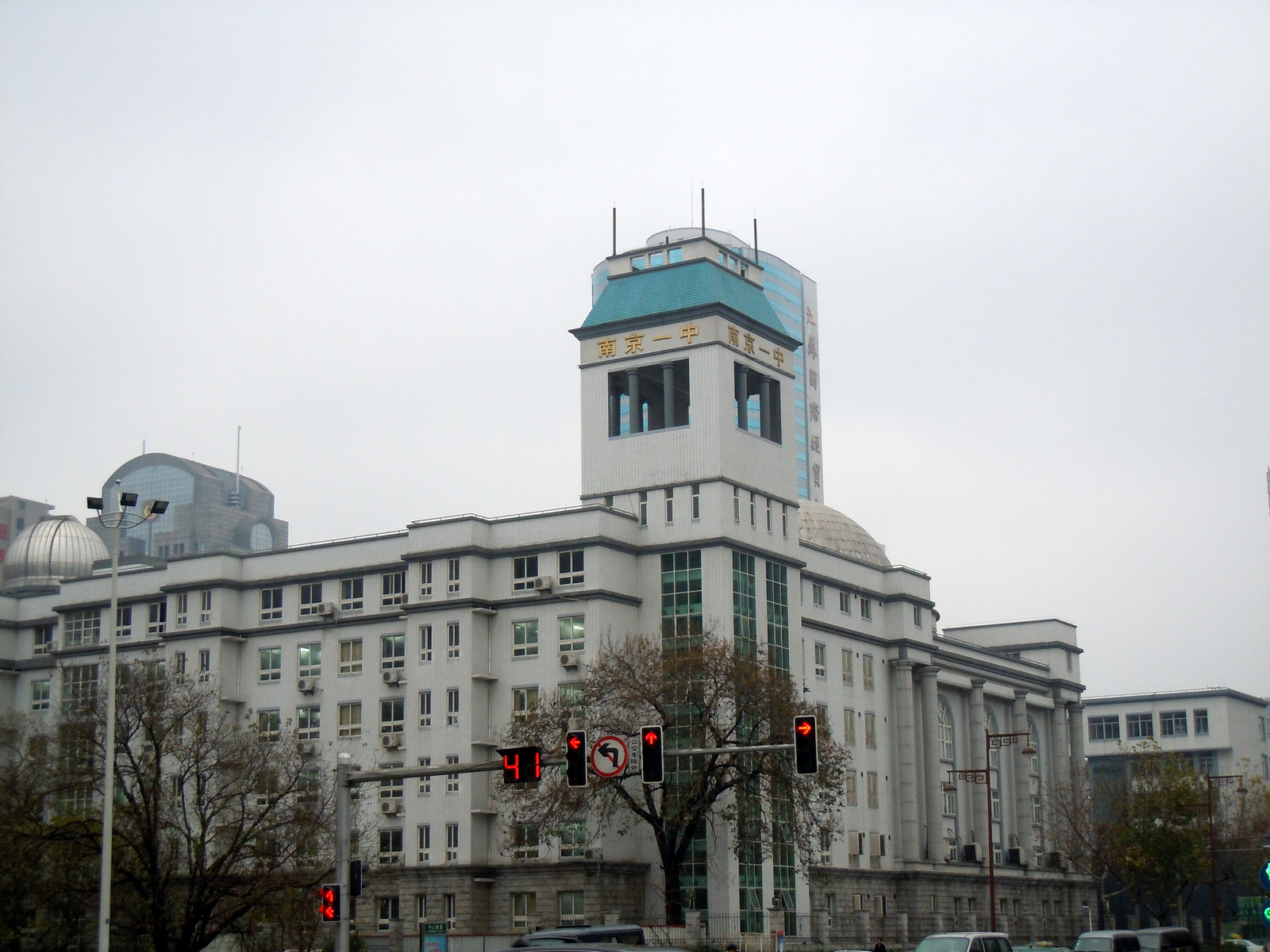
学校建筑，中山南路与建邺路、白下路交叉路口所见

## 著名校友
- 尹文英 中国科学院院士
- 王　元 中国科学院院士
- 汤定元 中国科学院院士
- 张效祥 中国科学院院士
- 杨立铭 中国科学院院士
- 吴良镛 中国科学院院士及中国工程院院士
- 汪承灏 中国科学院院士
- 陶诗言 中国科学院院士
- 黄宏嘉 中国科学院院士
- 盛金章 中国科学院院士
- 戴元本 中国科学院院士
- 饒子和 中國科學院院士、南開大學校長
- 李泽椿 中国工程院院士
- 金翔龙 中国工程院院士
- 沈　阳 國際象棋大師

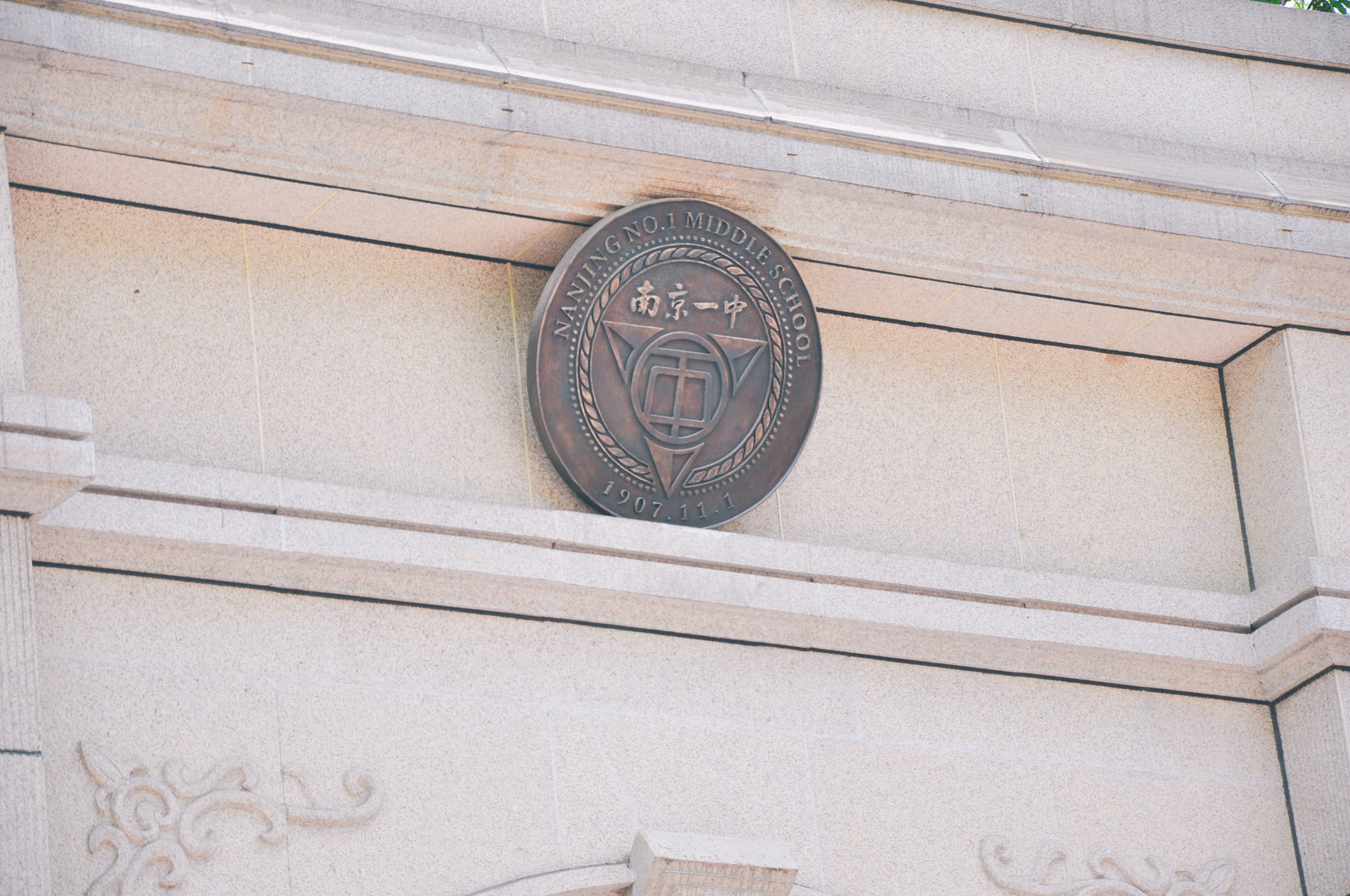
南京一中

- 张水华 导演，导演过电影《白毛女》、《林家铺子》
- 王　苹 导演，导演过电影《永不消逝的电波》、《霓虹灯下的哨兵》
- 王家乙 导演，导演过电影《五朵金花》
- 岑　范 导演，导演过电影《林则徐》
- 冯法祀 油画家
- 缪印堂 漫画家
- 张家祥 天文学家
- 陶家维 水利电力专家
- 胡令德 联合国秘书处官员
- 李顺柱 国家女子举重队总教练
- 王海滨 击剑运动员
- 釋淨空 台灣佛教界高僧
- 梅婷 演员
- 孟非 江苏卫视《非诚勿扰》节目主持人

## 外部連結
- 南京市第一中學 （页面存档备份，存于）